# Унификация (информатика)
„Унификация“ означава „уеднаквяване“ или „обединяване“. Тази статия е за темата в информатиката.
Унификация в математическата логика и по-специално в информатиката е метод за уеднаквяване на логически изрази и играе основна роля в областта на логическото програмиране.

## Пример
Нека са дадени изразите A1 = (X,Y,f(b)) и A2 = (a,b,Z)
В А1 заместваме X с а и Y с b, а в A2 Z с f(b), така те са еднакви или унифицирани.